# Журналістика даних
Журналістика даних (англ. Data journalism) — напрям в журналістиці, в основі якого лежить обробка даних і їх використання для створення журналістського матеріалу. Дані можуть служити як інструментом для розкриття певної журналістської історії, так і її джерелом. Розвиток журналістики даних пов'язаний з розвитком технологій, що дозволяють зберігати та обробляти великі об'єми даних, і рухом у бік більшої відкритості інформації.
Журналістика даних пов'язана з такими сферами, як інформатика, дизайн і статистика.

## Напрями роботи
1. Робота журналіста з даними.
2. Інфографіка і візуалізація даних в цілому (статична або інтерактивна, ігрові формати).
3. Журналістика, ґрунтована на роботі з базами даних (надання для аудиторії можливості відкрито вивчити великі об'єми даних без додаткової аналітики).

## Історія
Першим повноцінним матеріалом, що представляє журналістику даних, вважається дослідження The Guardian 1821 року, у якому розповідається про вартість вищої освіти в різних ВНЗ Великої Британії. Автори матеріалу підготували звідні таблиці, в яких вказали ціну на навчання в кожному навчальному закладі. Робота отримала позитивні рецензії за те, що уперше в журналістській практиці так «відкрито були представлені усі дані для читацької аудиторії».
У 1858 році Флоренс Найтінгейл створила дослідження, присвячене аналізу стану і щорічних втрат британської армії. У 54-сторінковому матеріалі автор приводить величезну кількість даних, переведених в табличний вид і діаграми. Основою для матеріалу стали «сирі» дані, отримані з доступних на той момент джерел. З роботи Найтінгейл складається повноцінне журналістське розслідування, виведення з якого полягає в тому, що навіть в мирний час смертність в армії виявляється майже удвічі вище, ніж смертність цивільних осіб аналогічного віку внаслідок проблем, абсолютно не пов'язаних з військовими діями. Новаторство її роботи полягала не у використанні графіків і діаграм (їх в журналістських матеріалах використали й до роботи Найтінгейл), а в підході до опрацювання «сирих» даних, тобто таких, які потребують додаткової обробки та перевірок, перед тим як їх можна буде використовувати. З їх допомогою автор оформила повністю прозорий (у значенні використовуваних джерел і даних) матеріал, який за бажання може самостійно проаналізувати й кожен читач, використовуючи опубліковані в статті дані. З кінця 1960-х використання комп'ютерного аналізу даних для створення журналістського матеріалу отримало ширше поширення. У 1967 році Філіп Мейер, журналіст газети Detroit Free Press, використав комп'ютерні дані для створення матеріалу про минулі в місті протести. Інший журналіст Білл Дедмен в 1980-х роках створив серію сюжетів «Колір грошей», які розкривали інформацію про систематичні расові забобони в кредитній політиці провідних фінансових інститутів. На початку 1990-х років Стів Дойг у своїй роботі «Що пішло не так» прагнув проаналізувати збитки від урагану Ендрю, щоб зрозуміти, в якому ступені на суму цих збитків вплинули недоліки у сфері політики та практики міського розвитку. Репортажі на основі даних стали цінною громадською роботою і дозволили журналістам завоювати відомі нагороди.
У кінці 1980-х років сталося декілька значущих подій для журналістики даних. У 1989 році газета The Atlanta Journal-Constitution отримала Пулітцерівську премію за серію репортажів, в яких використовувалася комп'ютерна обробка даних. У Школі журналістики при університеті Міссурі був сформований Національний Інститут комп'ютерної журналістики (National Institute for Computer Assisted Reporting (NICAR).
Саме поняття журналістики даних вперше було сформульовано в 2010 році на міжнародній конференції в Амстердамі, після чого цей напрямок журналістики вважається офіційно сформованим. З другої половини 2010 року, поняття журналістики даних активно використовується як на конференціях, так і в академічних журналах.